# La Canyada de l'Alenya
La Canyada de l'Alenya (oficialment Cañada de la Leña) és un llogaret de l'altiplà del Carxe, al municipi murcià de Favanella (a la comarca de l'Oriental), al nord de la serra de Barinas.

## Topònim
La Canyada de l'Alenya també és coneguda popularment com a els Martines, llinatge que segons sembla, pertanyia als primers llenyataires que es van instal·lar al poble o potser d'antics propietaris o latifundistes del lloc, d'ací la dualitat del nom. El seu topònim, no té res a vore amb carrerades o amb la venda de llenya, sinó que és producte de la deformació fonètica d'alhenya (de l'àrab Al-hinná); el nom àrab de l'olivereta, un arbust silvestre oleaci que de les seues fulles s'obté un tint natural molt utilitzat en l'antiguitat. El mateix origen té el nom de la població veïna de l'Alguenya.

## Geografia
El poble, que té 138 habitants (2006) està situat al nord de la muntanya de l'Asiento, a la vora de la carretera C-3223, a 16 km de Favanella, a 5’8 km de l'Alguenya i a 12 del Pinós (Vinalopó Mitjà). Aproximadament a dos quilòmetres al nord de la Canyada de l'Alenya, es troba la caseria favanillera del Collado dels Gabriels, com la Canyada també valencianoparlant.
La Canyada de l'Alenya està formada per un nucli d'edificacions en forma allargada, on es barregen cases, cellers, corrals, garatges. Al centre de la població es troba una xicoteta ermita i una àmplia plaça enjardinada creuada per la carretera que va a l'Alguenya. Les seues festes se celebren el 16 de juliol en honor de la Mare de Déu del Carme.
Destaquen les seues pedreres de marbre de les que s'extrau marbre blanc. Cal destacar la quantitat de pous d'aigua que hi ha al seu entorn, però que es troben tancats per la quantitat de sal que conté l'aigua.

## Història
Són poques les dades històriques concretes que existixen sobre la Canyada de l'Alenya, la seua història sembla paral·lela a la del conjunt de les xicotetes poblacions que van conformar als peus de la serra de Barinas al terme de Favanella, poblacions concentrades però poc habitades.
El domini àrab almohade sobre els poblets de la serra de Barinas i la seua proximitat a Oriola van fer estigueren en continu contacte amb els veïns oriolans, fins al punt que les relacions comercials eren contínues. Favanella venia a la veïna Oriola pa de dàtil, ametlles, albercocs de Damasc, figues, cistells d'espart, cordills i teixits. Durant la reconquesta del territori murcià per la corona de Castella al segle xiii el futur de moltes poblacions va ser la de passar a mans de senyors o comandes, en el cas de Favanella seria primer senyoria de Ramon de Rocafull, i al segle xv passaria a mans de l'Orde de Calatrava, fet este últim que determinaria la història del municipi d'una manera decisiva. La part nord de Favanella va poder ser ocupada després de la reconquesta castellana per habitants valencians, i esta influència del Regne de València va arribar a incloure plets de caràcter administratiu durant l'edat mitjana, ja que la Canyada de l'Alenya, llavors coneguda com a Alhenya, la seua administració va ser disputada tant per Favanella com per Monòver.
Les terres de la Canyada de l'Alenya, sempre fecundes per als cultius de cereals, van ser venudes en gran manera durant la desamortització de Mendizábal, com també va passar amb la pedania favanillera de Macisvenda. La venda dels terrenys va provocar un trasllat molt ressenyable de veïns de pobles de la vall de Novelda com el Pinós, Monòver i Novelda, de fet hui dia bona part dels veïns de la Canyada de l'Alenya descendixen dels seus veïns a l'altre costat de la ratlla. Este fet històric aprofundix encara més les estretes relacions entre estes pedanies dels dos costats.
Amb relació al patrimoni històric que es conserva al poble s'ha d'assenyalar l'ermita de la Mare de Déu del Carme, construïda el 1891 sota el patronatge dels senyors Bernardino Roca de Togores y Salcedo i Teresa Enríquez de Navarra, amos de diversos latifundis a la Canyada, oriünds d'Alacant, i que sempre al·legaren ser descendents dels reis de Navarra.